# رودريغو فاريا
رودريغو فاريا هو لاعب كرة قدم برازيلي، ولد في 24 فبراير 1977 في ريو دي جانيرو في البرازيل. لعب مع سان خوسيه إيرثكويكس وشيكاغو فاير ونيويورك ريد بولز.

## وصلات خارجية
- رودريغو فاريا على موقع الدوري الأمريكي (الإنجليزية)
- رودريغو فاريا على موقع قاعدة بيانات كرة القدم.إي يو (الإنجليزية)